# British Empire Games 1934
Die British Empire Games 1934 waren die zweite Ausgabe jener Veranstaltung, die heute unter dem Namen Commonwealth Games bekannt ist. Sie fanden vom 4. bis 11. August 1934 in London statt, der Hauptstadt des Vereinigten Königreichs.
Ausgetragen wurden 68 Wettbewerbe in den Sportarten Bowls, Boxen, Leichtathletik, Radfahren, Ringen, Rudern und Schwimmen (inkl. Wasserspringen). Es nahmen rund 500 Sportler aus 17 Ländern teil. Fast alle Veranstaltungen fanden im White City Stadium statt, die Radsportwettbewerbe hingegen im Fallowfield Stadium in Manchester.
Eine Neuerung waren Leichtathletik-Wettbewerbe für Frauen. Die Organisatoren achteten darauf, nur Disziplinen aufzunehmen, die als „nicht zu erschöpfend“ galten. So waren die Laufwettbewerbe auf Sprints und eine 4 × 220-Yards-Staffel beschränkt. In die Spiele waren die Frauen-Weltspiele der Frauen-Sport-Föderation FSFI integriert.
Mit diesem Spielen wurde die Idee von John Astley Cooper, Pan-Britannische Olympische Spiele durchzuführen, umgesetzt. Astley Cooper hatte schon 1891, ein Jahr vor Pierre de Coubertins Diskussion um die internationalen Olympischen Spiele, die Idee Olympischer Spiele nur für Angehörige des Empires (und der USA) in die Welt gesetzt. Die Amateurbestimmungen wurden einvernehmlich geregelt, da es noch keinen Staatsamateur im Empire gab.

## Teilnehmende Länder

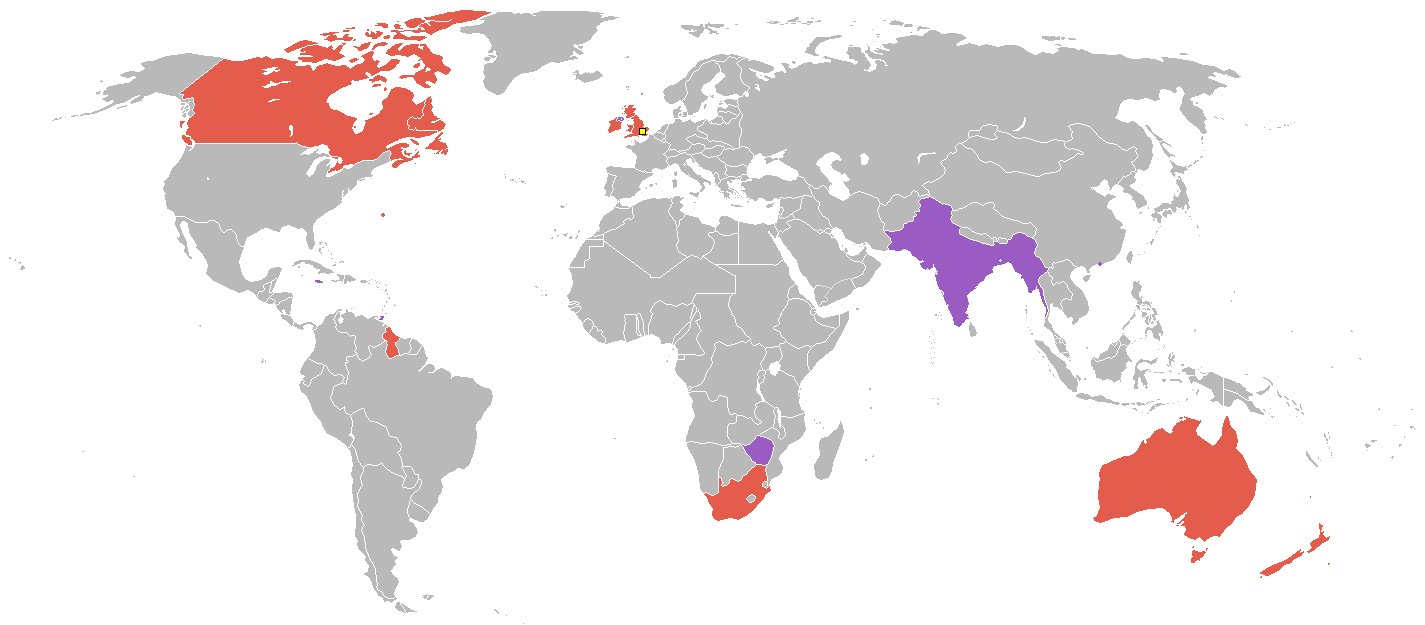
Teilnehmende Länder (violett: erstmalige Teilnahme)

- Australien
- Bermuda
- Britisch-Guayana
- England
- Hongkong
- Britisch-Indien
- Irischer Freistaat
- Jamaika
- Kanada
- Neufundland
- Neuseeland
- Nordirland
- Südrhodesien
- Schottland
- Südafrikanische Union
- Trinidad und Tobago
- Wales

## Ergebnisse
- Bowls
- Boxen
- Leichtathletik
- Radsport
- Ringen
- Rudern
- Schwimmen
- Wasserspringen

## Medaillenspiegel
| Platz | Land                  | Gold | Silber | Bronze | Gesamt |
| ----- | --------------------- | ---- | ------ | ------ | ------ |
| 1     | England               | 29   | 20     | 24     | 73     |
| 2     | Kanada                | 17   | 25     | 9      | 51     |
| 3     | Australien            | 8    | 4      | 2      | 14     |
| 4     | Südafrikanische Union | 7    | 10     | 5      | 22     |
| 5     | Schottland            | 5    | 4      | 17     | 26     |
| 6     | Neuseeland            | 1    | -      | 2      | 3      |
| 7     | Britisch-Guayana      | 1    | -      | -      | 1      |
| 8     | Wales                 | -    | 3      | 3      | 6      |
| 9     | Nordirland            | -    | 1      | 2      | 3      |
| 10    | Jamaika               | -    | 1      | 1      | 2      |
| 11    | Südrhodesien          | -    | -      | 2      | 2      |
| 12    | Britisch-Indien       | -    | -      | 1      | 1      |